# Gala León
Gala León García (Madrid, España, 23 de diciembre de 1973) es una extenista española, que en 2015 fue designada capitana del equipo español de Copa Davis aunque no llegó a debutar porque ese verano fue sustituida por Conchita Martínez.
Ganó varios títulos del circuito challenger y 1 del circuito profesional WTA, en individuales.

## Títulos (1; 1+0)

### Individuales WTA (1)
| Leyenda                    |
| Grand Slam (0)             |
| WTA Tour Championships (0) |
| Tier I (0)                 |
| WTA Tour (1)               |

| N.º | Fecha             | Torneo    | Superficie    | Oponente en la final | Resultado   |
| --- | ----------------- | --------- | ------------- | -------------------- | ----------- |
| 1.  | 3 de mayo de 2000 | Barcelona | Tierra batida | Fabiola Zuluaga      | 4-6 6-2 6-2 |

33 participaciones en Grand Slam:
7 Australia Open. 
8 US Open. Tercera ronda en 1998. 
9 Wimblendon. Tercera ronda en 1997. 
9 Roland Garros. Octavos de final en 1999 y 1996, siendo en este último, la primera jugadora, clasificada desde la previa, en alcanzar tal ronda desde 1986. 
37 participaciones en Tier 1 (Actual Máster Mil)
1 Zúrich.
4 Toronto-Montreal.
5 Berlín. Cuartos de final en 2000. 
6 Indian Wells. Tercera ronda en 2001 y 2004.
6 Charleston-Hilton Head. Octavos de final en 1999 y 2001.
7 Roma. Octavos de final en 2001.
8 Miami. Tercera ronda en 2001.
Campeonatos Nacionales:
Campeona Copa Máster Nacional en 1999.
Campeona de España absoluto en 2 ocasiones 1998 y 1999.
Subcampeona de España absoluto en 3 ocasiones 1995, 1996 y 1997.
Campeona de España Cadete.
Campeona de España absoluto Dobles en 2 ocasiones 1995 y 1999.
Subcampeona de España absoluto Dobles en 2 ocasiones 1997 y 1998.
Otros Torneos:
Madrid Tier 3. Campeona en 2000.
Knokke-Heist tier 4. Finalista en 2001.
Sopot Tier 3. Finalista en 2000 y 2001.
Campeona de España Cadete.
Maria Lankowitz Tier 3. Finalista en 1998.
Campeona de 6 títulos en torneos ITF 10 000 $.
Finalista Dobles en Madrid 2000.
Copa Federación:
Semifinal contra Francia 1996.
Finalista contra U.S.A (Atlantic City) 1996.
Cuartos de final contra Italia (Reggio Calabria) 1999.
Round Robin Madrid 2001 contra Australia y Bélgica.
Entrenadora
9 años de experiencia en Competición y Alta Competición.
Fue entrenadora de la tenista Lucía Cervera Vázquez (N.º 14 de España).

### Finalista en individuales (4)
- 1998: Maria Lankovitz (pierde ante Patty Schnyder).
- 2000: Sopot (pierde ante Anke Huber).
- 2001: Knokke-Heist (pierde ante Iroda Tulyaganova).
- 2001: Sopot (pierde ante Cristina Torrens).

### Clasificación en torneos del Grand Slam
| Torneo                 | 2004 | 2003 | 2002 | 2001 | 2000 | 1999 | 1998 | 1997 | 1996 | Títulos |
| ---------------------- | ---- | ---- | ---- | ---- | ---- | ---- | ---- | ---- | ---- | ------- |
| Australian Open        | 1r   | -    | 1r   | 1r   | 1r   | 1r   | 1r   | 1r   | -    | 0       |
| Roland Garros          | 2r   | 2r   | 1r   | 1r   | 2r   | 4r   | 3r   | 1r   | 4r   | 0       |
| Wimbledon              | 1r   | 1r   | 1r   | 1r   | 2r   | 1r   | 1r   | 3r   | 1r   | 0       |
| US Open                | -    | 1r   | 1r   | 2r   | 1r   | 2r   | 3r   | 2r   | 1r   | 0       |
| WTA Tour Championships | -    | -    | -    | -    | -    | -    | -    | -    | -    | 0       |

### Finalista en dobles (2)
- 1999: Sopot (junto a María Antonia Sánchez Lorenzo pierden ante Laura Montalvo y Paola Suárez).
- 2000: Madrid (junto a María Antonia Sánchez Lorenzo pierden ante Lisa Raymond y Rennae Stubbs).